# Policlínica Gemelli
A Policlínica Gemelli (em italiano: Policlinico Universitario Agostino Gemelli) é um hospital localizado em Roma, Itália. Foi inaugurado em 10 de julho de 1964 pelo Papa Paulo VI.
É um centro da Faculdade de Medicina e Cirurgia da Universidade Católica do Sagrado Coração e adaptou o nome do Franciscano Agostino Gemelli, médico, que em 1921, fundou a Universidade Católica. Tem capacidade para cerca de duas mil camas, espalhadas por trinta e sete andares, um laboratório e uma Igreja. Para além da prática da medicina, a policlínica tem as funções de ensino e investigação médicos.
É conhecido por fornecer serviços de saúde para os Papas, tendo sido neste hospital que João Paulo II foi operado, após ter sido baleado pelo turco Mehmet Ali Ağca a 13 de Maio de 1981 quando o Sumo Pontífice seguia no papamóvel, aberto, ao celebrar a benção dos fiéis, na Praça de São Pedro, no Vaticano.